# Element pesant
Un element pesant és un element de massa atòmica més gran que un cert valor llindar (que pot variar segons el context).
En química, no hi ha un llindar concret per a definir un àtom pesant. En química orgànica, se solen considerar elements pesants els del quart període de la taula periòdica, o superior.
En física, se solen considerar com a elements pesants els actínids o superiors, que solen ser elements radioactius, i generats artificialment en la majoria de casos.
En astronomia i astrofísica, els elements pesants són els de massa igual o superior al carboni, que només es poden formar per fusió nuclear en estrelles massives.